# Storjärva
Storjärva är en sjö i Härnösands kommun i Ångermanland och ingår i Indalsälvens huvudavrinningsområde. Sjön har en area på 0,198 kvadratkilometer och ligger 233,6 meter över havet. Sjön avvattnas av vattendraget Hornsjöbäcken.

## Delavrinningsområde
Storjärva ingår i det delavrinningsområde (697559-157517) som SMHI kallar för Utloppet av Storjärva. Medelhöjden är 297 meter över havet och ytan är 1,93 kvadratkilometer. Räknas de 2 avrinningsområdena uppströms in blir den ackumulerade arean 20,54 kvadratkilometer. Hornsjöbäcken som avvattnar avrinningsområdet har biflödesordning 4, vilket innebär att vattnet flödar genom totalt 4 vattendrag innan det når havet efter 61 kilometer. Avrinningsområdet består mestadels av skog (74 procent). Avrinningsområdet har 0,18 kvadratkilometer vattenytor vilket ger det en sjöprocent på 9,5 procent.